# Jacques Décombe
Jacques Décombe est un auteur, acteur et metteur en scène français.

## Biographie
Après avoir été élève au Conservatoire national d'art dramatique, il est le metteur en scène des spectacles des Inconnus à la demande de Didier Bourdon, et il obtient en 1991 le Molière du meilleur spectacle comique. Il est aussi le metteur en scène des spectacles de Charlotte de Turckheim, Chevallier et Laspalès, Patrick Timsit, Les Chevaliers du fiel, ...

## Filmographie
- 1992 : La Crise de Coline Serreau : Bernard
- 1993 : Une journée chez ma mère de Dominique Cheminal : Un supporter
- 1995 : Les Trois Frères de Didier Bourdon et Bernard Campan : Le recruteur numéro 1
- 2001 : Les Rois mages de Didier Bourdon et Bernard Campan : le psychiatre
- 2003 : Sept ans de mariage de Didier Bourdon : Marquis Cupidon
- 2003 : Toutes les filles sont folles 	de Pascale Pouzadoux : Le gendarme

## Théâtre
- 1981 : Amusez-vous de Jacques Decombe, mise en scène de l'auteur, Théâtre de la Michodière
- Une journée chez ma mère : scénario, adaptation, mise en scène
- Court sucré ou long sans sucre
- Au secours... tout va bien! : mise en scène
- Frou-Frou les Bains : mise en scène, Molière du Meilleur Spectacle Musical.
- Success story
- Charité bien ordonnée
- Le Dernier Jour d'un condamné
- La Valse des Pingouins, pièce nommée aux Molières
- 2011 : De filles en aiguilles de Robin Hawdon
- 2013 : Carton Plein de Serge Valletti